# Sammlung Reinking
Die Sammlung Reinking ist eine von dem Hamburger Kunstsammler, Kunsthändler und Kurator Rik Reinking (* 1976) zusammengetragene Sammlung. Sie wurde im Jahr 2006 von der Initiative Deutschland – Land der Ideen als eine der „spannendsten Sammlungen junger zeitgenössischer Kunst in Europa“ bezeichnet.
Die Sammlung ist im Woods Art Institute in Wentorf bei Hamburg ausgestellt und kann im Rahmen einer Führung besichtigt werden.

## Umfang
Die Sammlung umfasst Werke von rund 200 Künstlern. Beginnend mit Kunst aus den 1960er Jahren, des Informel, des Fluxus, des Minimalismus, der Konzeptkunst, der Urban Art (Graffiti und Streetart) und der Malerei der Gegenwart.
Zu den Künstlern der Sammlung gehören unter anderem:
- Nir Alon
- Carl Andre
- Hermine Anthoine
- Herbert Baglione
- Mirosław Bałka
- Banksy
- John Von Bergen
- Rolf Bergmeier
- Guillaume Bijl
- John Bock
- Victor Bonato
- Monica Bonvicini
- Boxi
- Ulla von Brandenburg
- Daniele Buetti
- Werner Büttner
- Baldur Burwitz
- James Lee Byars
- André Cadéré
- Lawrence Carroll
- Max Cole
- John McCracken
- Amie Dicke
- Mark Dion
- Brad Downey
- Jimmie Durham
- Henrik Eiben
- Johannes Esper
- Shepard Fairey
- Robert Filliou
- Urs Frei
- Tom Früchtl
- Hamish Fulton
- Gregory Green
- Liam Gillick
- Nan Goldin
- Rodney Graham
- Till F.E. Haupt
- Barbara Heinisch
- Georg Herold
- Damien Hirst
- Jim Hodges
- Mark Jenkins
- Joe Jones
- Izumi Kato
- Jon Kessler
- Wulf Kirschner
- Frantiček Klossner
- Gustav Kluge
- Imi Knoebel
- Gary Kuehn
- Toshiya Kobayashi
- Terence Koh
- Barbara Kruger
- Ange Leccia
- Konrad Lueg
- Daniel Man
- Jonathan Meese
- Bjørn Melhus
- Mathieu Mercier
- Jonathan Monk
- Piotr Nathan
- Bruce Nauman
- Ernesto Neto
- Cady Noland
- Os Gêmeos
- Tony Oursler
- C. O. Paeffgen
- Markus Paetz
- Blinky Palermo
- Stefan Panhans
- Manfred Pernice
- Dan Peterman
- Wolfgang Petrick
- Pius Portmann
- Stephen Prina
- Richard Prince
- Robert Rauschenberg
- Rudolf Reiber
- Mirko Reisser (DAIM)
- Klaus Rinke
- Rolf Rose
- Ulrich Rückriem
- Sam Samore
- Michael Schmeichel
- Till Schwieker
- Santiago Sierra
- Roman Signer
- David Simpson
- Rainer Splitt
- Stohead (Christoph Hässler)
- Thorsten Tenberken
- Tasek (Gerrit Peters)
- Tilt
- Rosemarie Trockel
- Günter Tuzina
- Dimitris Tzamouranis
- Meyer Vaisman
- Miss Van
- Ben Vautier
- Ludwig Van de Velde
- Vitché
- Johannes Wald
- Lawrence Weiner
- Pablo Wendel
- Stefan Wewerka
- Franz West
- Johannes Wohnseifer
- Heiko Zahlmann
- Zezao
- Zevs

## Ausstellungen (Auswahl)
Werke der Sammlung sind seit dem Jahr 2001 in Ausstellungen und als Leihgaben in Museen zu sehen.
- 2001: Anstiftung zu einer neuen Wahrnehmung, Bremer Neues Museum Weserburg (zusammen mit der Sammlung Lafrenz).[5][6]
- 2002: Kritik am Kontext, Hamburg.
- 2003: Dasein, Ernst-Barlach-Museum Wedel.[7]
- 2004: 66-03 – Positionen zeitgenössischer Kunst, Neues Museum Weserburg.[8]
- 2005: Passion des Sammelns, Sammlung Federkiel/Sammlung Reinking, Alte Baumwollspinnerei Halle 14, Leipzig.
- 2005: See History 2005, Kunsthalle zu Kiel.
- 2005: Schon vergeben – Sammlung Rik Reinking, Art Cologne, Köln.
- 2006: Minimal Illusions – Arbeiten mit der Sammlung Rik Reinking, Villa Merkel, Esslingen.
- 2006: Was wär ich ohne Dich, Städtische Galerie Prag.
- 2007: Aktive Konstellationen, Haus der Kunst der Stadt Brünn, Tschechische Republik.
- 2008: Call it what you like! Collection Rik Reinking, KunstCentret Silkeborg Bad, Dänemark.[9][10]
- 2009: Urban-Art – Werke aus der Sammlung Reinking, Weserburg Museum für moderne Kunst, Bremen.[11][12]
- 2013: POESIA – Werke aus der Sammlung Reinking, Städtische Galerie Delmenhorst, Delmenhorst.[13]
- 2014: Existenzielle Bildwelten | Sammlung Reinking, Weserburg Museum für moderne Kunst, Bremen.[14]
- 2014: Beyond melancholia. Sammlung Reinking | Museum für Völkerkunde Hamburg | 1, Museum für Völkerkunde Hamburg, Hamburg.[15]